# Hraniční přechod Travná–Lutynia
Hraniční přechod Travná–Lutynia (polsky Przejście graniczne Lutynia–Travná) je bývalý silniční hraniční přechod na česko-polské státní hranici na hraničním úseku III/14 - III/15 mezi českou vesnicí Travná (část města Javorník, okres Jeseník, Olomoucký kraj) a polskou obcí Lutynia (okres Kladsko, Dolnoslezské vojvodství). Přechod leží v nadmořské výšce 664 m n. m. na silnici II/457.
Hraniční přechod byl zrušen při vstupu České republiky do Schengenského prostoru v roce 2007. V případě dočasného znovuzavedení ochrany vnitřních hranic je provoz na hraničním přechodu upraven Sdělením Ministerstva vnitra č. 395/2021 Sb.

## Popis
Přechod pro malý pohraniční styk určený pro pěší, cyklisty, motocykly do 50 ccm a zemědělská vozidla byl původně otevřen denně od 6:00 do 22:00 hodin.